# Hoskins, Nebraska
Hoskins är en ort i Wayne County i delstaten Nebraska, USA.